# Syndicat d'aménagement du bassin de l'Arc
 (septembre 2012).
Si vous disposez d'ouvrages ou d'articles de référence ou si vous connaissez des sites web de qualité traitant du thème abordé ici, merci de compléter l'article en donnant les références utiles à sa vérifiabilité et en les liant à la section « Notes et références ».
Créé en 1982, le Syndicat d’aménagement du bassin de l’Arc (SABA) est un syndicat intercommunal puis un syndicat mixte depuis le 1er janvier 2018 regroupant 25 communes des Bouches-du-Rhône et du Var.
De préoccupations essentiellement hydrauliques au départ, l’action du SABA évoluera au fil des années vers une gestion intégrée des milieux aquatiques. Le SABA a désormais des missions diverses : gestion des inondations, entretien du lit et des berges des cours d’eau, et mise en valeur des milieux aquatiques.
Le SABA ne dispose pas de ressources propres. Il perçoit une cotisation des communes adhérentes et des subventions de la part de ses partenaires financiers (pour les projets et missions qu’il assume).
Le SABA est devenu l'établissement public Menelik en septembre 2022 à la suite de l'élargissement de son territoire et de ses missions.

## Composition
Les vingt-cinq communes adhérentes au SABA sont : Aix-en-Provence, Beaurecueil, Berre-l'Étang, Bouc-Bel-Air, Cabriès, Châteauneuf-le-Rouge, Coudoux, Eguilles, Fuveau, Gardanne, La Fare-les-Oliviers, Lançon-Provence, Le Tholonet, Meyreuil, Peynier, Pourcieux, Pourrières, Puyloubier, Rousset, Saint-Antonin-sur-Bayon, Saint-Marc-Jaumegarde, Simiane-Collongue, Trets, Velaux, Ventabren.
Les EPCI adhérentes sont la communauté d'agglomération de la Provence Verte et la métropole d'Aix-Marseille-Provence.

## Missions
Le SABA exercent des missions facultatives  : 
- Conseils aux communes et aux riverains: conseils sur la compatibilité du Plan local d'urbanisme avec le SAGE, sur les aménagements de berges, renseigne les riverains de l’Arc et de ses affluents
- Entretien et restauration des berges : bien qu’incombant réglementairement aux propriétaires riverains, le SABA entretien et restaure les boisements rivulaires dans l’intérêt général.
- Études : le SABA mène des études sur la gestion du risque inondation, sur la gestion de la ripisylve, sur la restauration de la continuité écologique et sur la qualité de l’eau
- Animation du SAGE et du Contrat de Rivière : le SABA est la structure porteuse d’un SAGE et d’un Contrat de Rivière
- Sensibilisation et pédagogie : le SABA mène un programme d’éducation à l’environnement auprès des écoles primaires du bassin et dans les centres aérés.

## Fonctionnement institutionnel
Le SABA est administré par un Comité syndical. Il est l’organe délibérant sur tous les projets et orientations du SABA.

Il est composé d’un délégué par commune adhérente remplacé si besoin par un suppléant.

Le Comité syndical a nommé en son sein un bureau, organe consultatif restreint du SABA. Le bureau est consulté pour des sujets qui nécessitent une préréflexion et un positionnement politique du SABA.

## Équipe technique et administrative
L’équipe technique et administrative du SABA se compose de 7 personnes à temps plein, dont 5 postes techniques et 2 postes administratifs.